# K League 1991
Die Korea Professional League 1991 war die neunte Spielzeit der höchsten südkoreanischen Fußballliga. Die Liga bestand aus sechs Vereinen. Sie spielten jeweils achtmal gegeneinander. Yukong Elephants zog nach Seoul. Des Weiteren nannte sich der Verein Lucky-Goldstar Hwangseo in LG Cheetahs um.

## Teilnehmende Mannschaften
folgende Mannschaften nahmen an der Korea Professional Football League 1991 teil:
| Verein           | Ort    | Gründungsjahr | Heimspielstätte        | Vorjahresplatzierung |
| ---------------- | ------ | ------------- | ---------------------- | -------------------- |
| Yukong Elephants | Seoul  | 1982          | Dongdaemun-Stadion     | 4. Platz             |
| LG Cheetahs      | Seoul  | 1983          | Dongdaemun-Stadion     | Meister              |
| Ihlwa Chunma     | Seoul  | 1989          | Dongdaemun-Stadion     | 6. Platz             |
| POSCO Atoms      | Pohang | 1973          | Steel-Yard-Stadion     | 3. Platz             |
| Daewoo Royals    | Busan  | 1979          | Busan-Gudeok-Stadion   | Vizemeister          |
| Hyundai Horang-i | Ulsan  | 1983          | Ulsan-Gongseol-Stadion | 5. Platz             |

## Abschlusstabelle
| Pl. | Verein           | Sp. | S  | U  | N  | Tore    | Diff. | Punkte |
| --- | ---------------- | --- | -- | -- | -- | ------- | ----- | ------ |
| 1.  | Daewoo Royals    | 40  | 17 | 18 | 5  | 049:320 | +17   | 52:28  |
| 2.  | Hyundai Horang-i | 40  | 13 | 16 | 11 | 036:340 | +2    | 42:38  |
| 3.  | POSCO Atoms      | 40  | 12 | 15 | 13 | 046:470 | −1    | 39:41  |
| 4.  | Yukong Elephants | 40  | 10 | 17 | 13 | 038:400 | −2    | 37:43  |
| 5.  | Ihlwa Chunma     | 40  | 13 | 11 | 16 | 056:630 | −7    | 37:43  |
| 6.  | LG Cheetahs (M)  | 40  | 9  | 15 | 16 | 044:530 | −9    | 33:47  |

| (M) | Amtierender Meister: LG Cheetahs |